# シカゴ・メッド
『シカゴ・メッド』（原題：Chicago Med）は、アメリカ合衆国のテレビドラマシリーズ。ディック・ウルフとマット・オルムステッド製作の医療ドラマで、『シカゴ・ファイア』の二番目のスピンオフ作品。2020年2月27日に、放送局のNBCからシーズン8までの3シーズン分の更新が発表された。アメリカではNBCにて2020年11月11日よりシーズン6が放送されている。
日本ではNHK BSプレミアムにて2019年8月16日よりシーズン2の放送が予定されており、2017年12月9日からはAXNでも放送されている。また、NBCユニバーサル・エンターテイメントジャパンよりシーズン2のDVD-BOXが2020年6月3日にリリースされる。

## 解説
シカゴ医療センターの救急部門(ED)を舞台に、緊迫した医療の現場と日々の葛藤や人間模様を描くヒューマン・ドラマ。

## 登場人物

### メイン
コナー・ローズ
演 - コリン・ドネル、日本語吹替 - 川島得愛
出演：シーズン1第1話 - シーズン5第1話
外傷外科医のちに胸部外科医となる。EDがリニューアルされた日にフェローとして着任したが、のちにアテンドへ昇格。
シカゴ生まれだがメキシコのグアダラハラ大学卒。 その後、サウジアラビアへ渡り、リヤドで外科医をしていた。
心臓外科の権威であるダウニーに腕を見込まれ、後継者として薫陶を受ける。その後、胸部外科医となる。 スペイン語とアラビア語に堪能。
普段は冷静沈着でクールに見えるが、実際は心優しく人一倍繊細である。
妹が一人おり、生い立ちの事情から、大富豪の父親との間に確執があり、人間不信な面がある。
シーズン2では、心臓病を患ったパンダを手術した。
ウィル・ハルステッド
演 - ニック・ゲールフース、日本語吹替 - 櫻井孝宏
出演：シーズン1第1話 -シーズン8
ニューヨークでは形成外科医として働いていた。
プライドが高い上に独断専行的な行動が多く、周囲を呆れさせたり反発を買い、問題を起こす事も多いが、患者には真摯に向き合う熱心な医師。
その性格から、患者や周囲スタッフとの摩擦が非常に多く、特にコナーに対しては、初対面時から反感を持ち、事ある毎に足を引っ張っていたが、時が流れるに従い和解する。
シーズン1ではシニア・レジデントだったが、いつの間にかフェローを飛ばしてアテンドに昇格している。
弟はシカゴ警察の特捜班にいるジェイ・ハルステッド。
ナタリー・マニング
演 - トーレイ・デヴィート、日本語吹替 - 宮島依里
出演：シーズン1第1話 - シーズン7第1話　シーズン8
小児科医。救急外来で研修中。
普段は穏やかだが、自分の意のままにならなければ突然激怒したり裏工作をしたりする身勝手な性格。
失敗を何度も繰り返す性質で、落ち込んだり急に考えが変わることも多く、周囲を散々振り回す。
アフガニスタンで戦死した夫ジェフの子供を妊娠している。オーウェンを出産する。
シーズン1第3話で患者とナタリーがヴァイオリンを弾く場面がある。デヴィート自身6歳からヴァイオリンを始め、高校時代は楽団員やソリストとしても活動していた。
エイプリル・セクストン
演 - ヤヤ・ダコスタ、日本語吹替 - 白川万紗子（シーズン1 - 2）、渡辺ゆかり（シーズン3）
出演：シーズン1第1話 - シーズン6第16話
看護師。
両親がブラジルからの移民で祖国での苗字はスワソワナ。
医者を目指す弟のために自身の夢を諦めて働いている。
基本的に誰にでも公平で優しい性格だが、弟に甘い。
消防士のケリー・セブライドとは古くからの友人。
サラ・リース
演 - レイチェル・ディピロ、日本語吹替 - 下山田綾華
出演：シーズン1第1話 - シーズン4第1話
医学部の4年生。シーズン2では精神科のレジデント。
非常に繊細な性格と気性の荒さを併せ持つ性格。
自身は臨床現場に向いてないと考えており、病理を目指していたが、チャールズに誘われ精神科医の道へ進む。
父とは幼少から疎遠だったものの、再会して和解しかけていたが、サラの父がサイコパスで、娘を利用するためだけに
近づいてきたことを見抜いたチャールズが、サラ本人には告げずに引き離そうとしていた。
そのことに気づいたサラが、長い間自分に対して黙っていたチャールズに対して不信感を持ち、彼のもとを去ってしまう。

イーサン・チョイ
演 - ブライアン・ティー、日本語吹替 - 真殿光昭（シーズン1 - 2）、岩城泰司（シーズン3）
出演：シーズン1第1話 -
感染症の専門医。シーズン2からERのチーフレジデント。
海軍の予備役少佐で、野戦病院で経験した事がトラウマになっている。
正義感が強く融通が利かない面があり、暴走することもあるが善意の人である。
シャロン・グッドウィン
演 - S・エパサ・マーカーソン、日本語吹替 - 蓬萊照子（シーズン1 - 2）、入江純（シーズン3）
出演：シーズン1第1話 -
管理部長。
病院の責任者という立場上、非情な決断を迫られることが多い。元看護師であり、現場に対して理解がある。
遠方に息子2人、娘が居り　それぞれ独立している。
ダニエル・チャールズ
演 - オリヴァー・プラット、日本語吹替 - 磯部勉 / 宮本誉之（『シカゴ・ファイア』シーズン11第19話）
出演：シーズン1第1話 -
精神科部長。
精神的な原因の可能性がある患者が来ると医師達から相談を受ける。
普段は、とても心優しく思慮深いが、自分自身も心を病んでおり、若干不安定な部分を持つ。
ペンシルベニア大学出身で三度の離婚歴がある。

マギー・ロックウッド
演 - マーリーン・バレット、日本語吹替 - 高乃麗（シーズン1 - 2）、天野真実（シーズン3）
出演：シーズン1第1話 -
主任看護師。ナタリーのバース・パートナー。
冷静で公平さを併せ持つ性格。
第13話までゲスト出演した後に第14話からレギュラー出演。
エヴァ・ベッカー
演 - ノーマ・クーリング、日本語吹替 - 長谷川暖
出演：シーズン2第23話 - シーズン5第1話
胸部外科医。
非常に自信家で傲慢であり、着任当時はコナーに対して敵意を持ち、何かと蹴落とそうと工作をしたり
意見が衝突する事が多いが、結局はコナーに軍配が上がる事が多いため、一目置くように関係性が変化し
彼の為に陰ながら動いたり協力を惜しまないようになる。
シーズン3よりレギュラー出演。
クロケット・マルセル
演 - ドミニク・レインズ、日本語吹替 - 俊藤光利
出演：シーズン5第1話 -
外傷外科医。イラン出身。
4年前から夜勤専門をしていた。その為、スクラブは黒が多い。
ペルシャ語が話せる。
シーズン5第2話よりレギュラー出演。

### 準レギュラー・ゲスト
サム・エイブラムス
演 - ブレナン・ブラウン、日本語吹替 - 金尾哲夫
出演：シーズン1第1話 -
脳神経外科医。シカゴ一番又はアメリカ一番とも言われている程、腕が良い。
ドリス
演 - ロレーナ・ディアス、日本語吹替 - 小舘絵梨
出演：シーズン1第1話 -
EDの看護師。
ディナ
演 - アマンダ・マーチェスキー
出演：シーズン1第1話 -
ICUの看護師。
サマンサ・“サム”・ザネッティ
演 - ジュリー・バーマン、日本語吹替 - 竹田まどか
出演：シーズン1第3話 - 第11話
外傷外科医。コナーと親密な関係になる。
ノア・セクストン
演 - ローランド・バック3世、日本語吹替 - 米内佑希
出演：シーズン1第5話 -シーズン6第5話
エイプリルの弟で医学生。
シーズン2第22話で、研修先がシカゴ医療センターに決まる。
姉に対して、かなりの甘えがあり自立できていない。
サラに好意を持ち、しつこく口説くが相手にされずじまいで終わった。
ジョーイ・トーマス
演 - ピーター・マーク・ケンドール、日本語吹替 - 疋田高志
出演：シーズン1第5話 -
臨床検査技師。
リースとは初対面で衝突するも後に交際する。
デヴィッド・ダウニー
演 - グレッグ・ヘンリー、日本語吹替 - 佐々木梅治
出演：シーズン1第8話 - 第18話
心臓外科の権威。変わり者と評判でハワイに心酔している。
肝臓癌を患っており、自身の後継者としてコナーに目を付ける。
ニーナ・ショア
演 - パティ・ミュリン、日本語吹替 - 池田朋子（シーズン2）
出演：シーズン1第10話 -
病理医。
シーズン2からウィルと交際を始めるが、シーズン最終話でウィルのナタリーへの想いを聞いて破局する。
ケンドラ・ペリントン
演 - カレン・アルドリッジ、日本語吹替 - 真山亜子（シーズン1）
出演：シーズン1第15話 - シーズン2第1話
集中治療医。レズビアン。
ジェフ・クラーク
演 - ジェフ・ヘフナー、日本語吹替 - 三木眞一郎（シーズン1第18話） / 三瓶雄樹（シーズン2）
出演：シーズン1第18話 - シーズン2第22話
医学生。従軍経験がある。
過去にはシカゴ消防局51分署で働いていた。
軍隊にいた頃にナタリーの戦死した夫ジェフと出会って友人関係になっており、ナタリー自身とも付き合いがあった。
シーズン2第22話で、研修先が希望していたハワイのEDに決まり、シカゴを去る。
イシドア・レイサム
演 - アトー・エッサンドー、日本語吹替 - 唐沢龍之介
出演：シーズン2第1話 -
胸部外科医。ユダヤ教徒。自閉症スペクトラム障害を患っている。
最初は、コナーに対して否定的な態度をとる事が多かったが、コナーの実力を認めてからは、かなり協力的になる。
ジェイソン・ウィーラー
演 - ユルゲン・フーパー
出演：シーズン2第1話 - 第17話
EDの医師。
シーズン2第17話で、EDの目まぐるしい忙しさで鬱病になりシカゴ医療センターの屋上から身を投げて自殺する。
ロビン・チャールズ
演 - メキア・コックス、日本語吹替 - もりなつこ
出演：シーズン2第4話 -
疫学者。ダニエル・チャールズの娘。
スタンリー・ストール
演 - エディ・ジェイミソン、日本語吹替 - 宮崎敦吉
出演：シーズン2第9話 -
ER部長。トロールというニックネームを付けられている。
コーネリアス・ローズ
演 - D・W・モフェット、日本語吹替 - 佐々木勝彦
出演：シーズン1第2話 -
コナーの父親。高級百貨店ドーラン・ローズを経営している。
クレア・ローズ
演 - クリスティーナ・ブルカート、日本語吹替 - うえだ星子
出演：シーズン1第3話 - 第15話
コナーの妹。

### 消防
シルビー・ブレット
演 - カーラ・キルマー、日本語吹替 - 天野琴恵
出演：シーズン1第1話 -
シカゴ消防局51分署、救急第61隊の救急救命士。
クリストファー・ハーマン
演 - デビッド・エイゲンバーグ
出演：シーズン1第1話 -
シカゴ消防局51分署、はしご第81小隊の隊員。
バー・モリーズの共同経営者。
ケリー・セブライド
演 - テイラー・キニー、日本語吹替 - 阪口周平
出演：シーズン1第3話 -
シカゴ消防局51分署、救助/レスキュー第3小隊の小隊長。
エイプリル・セクストンの友人。
ガブリエラ・ドーソン
演 - モニカ・レイマンド
出演：シーズン1第5話 -
シカゴ消防局51分署、はしご第81小隊の消防士及び救急第61隊の救急救命士。
ウィルの弟のジェイの同僚のアントニオの妹。
バー・モリーズの共同経営者。
マシュー・ケイシー
演 - ジェシー・スペンサー
出演：シーズン2第14話 -
シカゴ消防局51分署、はしご第81小隊の小隊長。
ウォレス・ボーデン
演 - イーモン・ウォーカー
出演：シーズン2第14話 -
シカゴ消防局51分署の大隊長。
アラン・チャウト
演 - アレックス・ワイズマン
出演：シーズン1第1話 -
シカゴ消防局の救急救命士。51分署の救急第61隊に在籍していた時期がある。

### 警察
ジェイ・ハルステッド
演 - ジェシー・リー・ソファー、日本語吹替 - 東地宏樹
出演：シーズン1第4話 -
シカゴ警察21分署の特捜班の刑事。
ウィル・ハルステッドの弟。
エリン・リンジー
演 - ソフィア・ブッシュ、日本語吹替 - 土井真理
出演：シーズン1第4話 - シーズン2第16話
シカゴ警察21分署の特捜班の女性刑事。
ジェイ・ハルステッドの相棒。
キム・バージェス
演 - マリーナ・スコーシアーティ
出演：シーズン1第2話 -
シカゴ警察21分署のパトロール警官。
ショーン・ローマン
演 - ブライアン・ジェラティ
出演：シーズン1第2話 - 第16話
シカゴ警察21分署のパトロール警官。バージェスの相棒。
ハンク・ボイト
演 - ジェイソン・ベギー、日本語吹替 - 竹本和正
出演：シーズン1第12話 -
シカゴ警察21分署の特捜班のリーダー。

### 著名人
ラーム・エマニュエル
出演：シーズン1第1話
本人役で出演。

## シカゴ・シリーズの作品一覧
| 作品名               | 放送年度     | 放送シーズン | 放送シーズン | 放送シーズン | 放送シーズン | 放送シーズン | 放送シーズン | 放送シーズン | 放送シーズン | 放送シーズン | 放送シーズン | 放送シーズン |
| 作品名               | 放送年度     | 2012 – 13    | 2013 – 14    | 2014 – 15    | 2015 – 16    | 2016 – 17    | 2017 – 18    | 2018 – 19    | 2019 – 20    | 2020 – 21    | 2021 – 22    | 2022 – 23    |
| -------------------- | ------------ | ------------ | ------------ | ------------ | ------------ | ------------ | ------------ | ------------ | ------------ | ------------ | ------------ | ------------ |
| シカゴ・ファイア     | 2012–present | 1            | 2            | 3            | 4            | 5            | 6            | 7            | 8            | 9            | 10           | 11           |
| シカゴ P.D.          | 2014–present | Pilot        | 1            | 2            | 3            | 4            | 5            | 6            | 7            | 8            | 9            | 10           |
| シカゴ・メッド       | 2015–present |              |              | Pilot        | 1            | 2            | 3            | 4            | 5            | 6            | 7            | 8            |
| シカゴ・ジャスティス | 2017         |              |              |              | Pilot        | 1            |              |              |              |              |              |              |

## シカゴ・シリーズのクロスオーバー
シカゴ・シリーズでは2020年2月26日までに計14回のクロスオーバー・エピソードが製作・放送されている。その内の12回に『シカゴ・ファイア』が含まれており、全14回に『シカゴP.D.』が含まれている。また、同じプロデューサーのディック・ウルフが製作する刑事ドラマ『LAW & ORDER:性犯罪特捜班』とのクロスオーバー・エピソードが4回作られている。
以下、クロスオーバー・エピソードを時系列順で表記。
| シリーズA                                                                         | シリーズB                                                                             | シリーズC                                                                        | 放送シーズン | 放送日                        |
| --------------------------------------------------------------------------------- | ------------------------------------------------------------------------------------- | -------------------------------------------------------------------------------- | ------------ | ----------------------------- |
| LAW & ORDER:性犯罪特捜班 シーズン15第15話 身勝手なコメディアン "Comic Perversion" | シカゴ P.D. シーズン1第6話 支配と従属 "Conventions"                                   | N/A                                                                              | 2013-2014    | 2014年2月26日                 |
| シカゴ・ファイア シーズン2第20話 暗黒の一日 "A Dark Day"                          | シカゴ P.D. シーズン1第12話 午後8時30分 "8:30 PM"                                     | N/A                                                                              | 2013-2014    | 2014年4月29日 2014年4月30日   |
| シカゴ・ファイア シーズン3第7話 ベガスの土産 "Nobody Touches Anything"            | LAW & ORDER:性犯罪特捜班 シーズン16第7話 巨大児童ポルノ組織を追え "Chicago Crossover" | シカゴ P.D. シーズン2第7話 弄ばれた魂 "They'll Have to Go Through Me"            | 2014-2015    | 2014年11月11日 2014年11月12日 |
| シカゴ・ファイア シーズン3第13話 弔いの鐘 "Three Bells"                           | シカゴ P.D. シーズン2第13話 神のあやまち "A Little Devil Complex"                     | N/A                                                                              | 2014-2015    | 2015年2月3日 2015年2月4日     |
| シカゴ・ファイア シーズン3第21話 変わりゆく仲間たち "We Called Her Jellybean"     | シカゴ P.D. シーズン2第20話 手術着の男 "The Number of Rats"                           | LAW & ORDER:性犯罪特捜班 シーズン16第20話 シカゴ市警との連携 "Daydream Believer" | 2014-2015    | 2015年4月28日 2015年4月29日   |
| シカゴ・ファイア シーズン4第10話 51分署の悲劇 "The Beating Heart"                 | シカゴ・メッド シーズン1第5話 悪意 "Malignant"                                        | シカゴ P.D. シーズン3第10話 証言 "Now I'm God"                                   | 2015-2016    | 2016年1月5日 2016年1月6日     |
| LAW & ORDER:性犯罪特捜班 シーズン17第14話 脱走犯2人 "Nationwide Manhunt"          | シカゴ P.D. シーズン3第14話 殺人鬼イエーツの歌 "The Song of Gregory William Yates"    | N/A                                                                              | 2015-2016    | 2016年2月10日                 |
| シカゴ・ファイア シーズン5第9話 人生の分かれ道 "Some Make It, Some Don't"         | シカゴ P.D. シーズン4第9話 空白の記憶 "Don't Bury This Case"                          | N/A                                                                              | 2016-2017    | 2017年1月3日                  |
| シカゴ・ファイア シーズン5第15話 悪夢の夜 "Deathtrap"                             | シカゴ P.D. シーズン4第16話 終わらない悪夢 "Emotional Proximity"                      | シカゴ・ジャスティス シーズン1第1話 "Fake"                                       | 2016-2017    | 2017年3月1日                  |
| シカゴ P.D. シーズン5第16話 炎上 "Profiles"                                       | シカゴ・ファイア シーズン6第13話 復讐の行方 "Hiding Not Seeking"                      | N/A                                                                              | 2017-2018    | 2018年3月7日 2018年3月8日     |
| シカゴ・ファイア シーズン7第2話 20階の猛火 "Going to War"                         | シカゴ・メッド シーズン4第2話 "When to Let Go"                                        | シカゴ P.D. シーズン6第2話 悔恨 "Endings"                                        | 2018-2019    | 2018年10月3日                 |
| シカゴ・ファイア シーズン7第15話 疑惑の分署 "What I Saw"                          | シカゴ P.D. シーズン6第15話 自由への鍵 "Good Men"                                     | N/A                                                                              | 2018-2019    | 2019年2月20日                 |
| シカゴ・ファイア シーズン8第4話 "Infection, Part I"                               | シカゴ・メッド シーズン5第4話 "Infection, Part II"                                    | シカゴ P.D. シーズン7第4話 "Infection, Part III"                                 | 2019-2020    | 2019年10月16日                |
| シカゴ・ファイア シーズン8第15話 "Off The Grid"                                   | シカゴ P.D. シーズン7第15話 "Burden of Truth"                                         | N/A                                                                              | 2019-2020    | 2020年2月26日                 |

## シカゴ・シリーズのバックドア・パイロット
シカゴ・シリーズのスピンオフ作品では、通常とは異なりスピンオフ元となるオリジナル作品内でパイロット版が製作されている。
『シカゴ P.D.』『シカゴ・メッド』のパイロット版は『シカゴ・ファイア』のエピソード内、
『シカゴ・ジャスティス』のパイロット版は『シカゴ P.D.』のエピソード内である。以下はその一覧。
| オリジナル作品   | エピソード                                         | スピンオフ作品   | 放送シーズン |
| ---------------- | -------------------------------------------------- | ---------------- | ------------ |
| シカゴ・ファイア | シーズン1第23話 別れの時 "Let Her Go"              | シカゴ P.D.      | 2012-2013    |
| シカゴ・ファイア | シーズン3第19話 見えない恐怖 "I Am The Apocalypse" | シカゴ・メッド   | 2014-2015    |
| シカゴ P.D.      | シーズン3第21話 正義(ジャスティス) "Justice"       | Chicago Jusutice | 2015-2016    |

## エピソード

### シーズン1（2015-2016）
| 通算   | 話数   | タイトル（邦題） | 原題         | 米国初放送日   | 日本初放送日  |
| ------ | ------ | ---------------- | ------------ | -------------- | ------------- |
| 第1話  | 第1話  | 脱線             | Derailed     | 2015年11月17日 | 2017年4月4日  |
| 第2話  | 第2話  | 後悔             | iNO          | 2015年11月24日 | 2017年4月11日 |
| 第3話  | 第3話  | 希望             | Fallback     | 2015年12月1日  | 2017年4月18日 |
| 第4話  | 第4話  | 誤解             | Mistaken     | 2015年12月8日  | 2017年4月25日 |
| 第5話  | 第5話  | 悪意             | Malignant    | 2016年1月5日   | 2017年5月2日  |
| 第6話  | 第6話  | 生死             | Bound        | 2016年1月19日  | 2017年5月9日  |
| 第7話  | 第7話  | 聖人             | Saints       | 2016年1月26日  | 2017年5月16日 |
| 第8話  | 第8話  | 再会             | Reunion      | 2016年2月2日   | 2017年5月23日 |
| 第9話  | 第9話  | 選択             | Choices      | 2016年2月9日   | 2017年5月30日 |
| 第10話 | 第10話 | 愛憎             | Clarity      | 2016年2月16日  | 2017年6月6日  |
| 第11話 | 第11話 | 感染             | Intervention | 2016年2月23日  | 2017年6月13日 |
| 第12話 | 第12話 | 逮捕             | Guilty       | 2016年3月29日  | 2017年6月20日 |
| 第13話 | 第13話 | 仲間             | Us           | 2016年4月5日   | 2017年6月27日 |
| 第14話 | 第14話 | 心臓             | Hearts       | 2016年4月19日  | 2017年7月4日  |
| 第15話 | 第15話 | 契約             | Inheritance  | 2016年4月26日  | 2017年7月11日 |
| 第16話 | 第16話 | 混乱             | Disorder     | 2016年5月3日   | 2017年7月18日 |
| 第17話 | 第17話 | 尊重             | Withdrawal   | 2016年5月10日  | 2017年7月25日 |
| 第18話 | 第18話 | 出発             | Timing       | 2016年5月17日  | 2017年8月1日  |

### シーズン2（2016-2017）
| 通算   | 話数   | タイトル（邦題）   | 原題                 | 米国初放送日   | 日本初放送日   |
| ------ | ------ | ------------------ | -------------------- | -------------- | -------------- |
| 第19話 | 第1話  | 人生               | Soul Care            | 2016年9月22日  | 2019年8月16日  |
| 第20話 | 第2話  | 明暗               | Win Loss             | 2016年9月29日  | 2019年8月23日  |
| 第21話 | 第3話  | 過去               | Natural History      | 2016年10月6日  | 2019年8月30日  |
| 第22話 | 第4話  | 束縛               | Brother's Keeper     | 2016年10月13日 | 2019年9月6日   |
| 第23話 | 第5話  | 切迫               | Extreme Measures     | 2016年10月20日 | 2019年9月13日  |
| 第24話 | 第6話  | 未来               | Alternative Medicine | 2016年10月27日 | 2019年9月20日  |
| 第25話 | 第7話  | 無念               | Inherent Bias        | 2016年11月3日  | 2019年9月27日  |
| 第26話 | 第8話  | 決断               | Free Will            | 2016年11月10日 | 2019年10月4日  |
| 第27話 | 第9話  | 急変               | Uncharted Territory  | 2017年1月5日   | 2109年10月11日 |
| 第28話 | 第10話 | 別離               | Heart Matters        | 2017年1月12日  | 2019年10月18日 |
| 第29話 | 第11話 | 珍客               | Graveyard Shift      | 2017年1月19日  | 2019年10月25日 |
| 第30話 | 第12話 | 逆転               | Mirror Mirror        | 2017年2月2日   | 2019年11月1日  |
| 第31話 | 第13話 | 分身               | Theseus' Ship        | 2017年2月9日   | 2019年11月8日  |
| 第32話 | 第14話 | 吹雪               | Cold Front           | 2017年2月16日  | 2019年11月15日 |
| 第33話 | 第15話 | 喪失               | Lose Yourself        | 2017年3月2日   | 2019年11月22日 |
| 第34話 | 第16話 | 倫理               | Prisoner's Dilemma   | 2017年3月9日   | 2019年11月29日 |
| 第35話 | 第17話 | 犠牲               | Monday Mourning      | 2017年3月16日  | 2019年12月6日  |
| 第36話 | 第18話 | 尊厳               | Lesson Learned       | 2017年3月30日  | 2019年12月13日 |
| 第37話 | 第19話 | 脅迫               | Ctrl Alt             | 2017年4月6日   | 2019年12月20日 |
| 第38話 | 第20話 | 世代               | Generation Gap       | 2017年4月13日  | 2019年12月27日 |
| 第39話 | 第21話 | 宿命               | Deliver Us           | 2017年4月27日  | 2020年1月10日  |
| 第40話 | 第22話 | 恐怖               | White Butterflies    | 2017年5月4日   | 2020年1月17日  |
| 第41話 | 第23話 | 復讐（ふくしゅう） | Love Hurts           | 2017年5月11日  | 2020年1月24日  |

### シーズン3（2017-2018）
| 通算   | 話数   | タイトル（邦題） | 原題                    | 米国初放送日   | 日本初放送日 |
| ------ | ------ | ---------------- | ----------------------- | -------------- | ------------ |
| 第42話 | 第1話  | 証言             | Speak Your Truth        | 2017年11月21日 | 年月日       |
| 第43話 | 第2話  | 不信             | Nothing to Fear         | 2017年11月28日 | 年月日       |
| 第44話 | 第3話  | 身内             | Trust Your Gut          | 2017年12月5日  | 年月日       |
| 第45話 | 第4話  | 悪魔             | Naughty or Nice         | 2017年12月12日 | 年月日       |
| 第46話 | 第5話  | 告白             | Mountains and Molehills | 2018年1月2日   | 年月日       |
| 第47話 | 第6話  | 呪縛             | Ties That Bind          | 2018年1月9日   | 年月日       |
| 第48話 | 第7話  | 決別             | Over Troubled Water     | 2018年1月16日  | 年月日       |
| 第49話 | 第8話  | 限界             | Lemons and Lemonade     | 2018年1月23日  | 年月日       |
| 第50話 | 第9話  | 温情             | On Shaky Ground         | 2018年2月6日   | 年月日       |
| 第51話 | 第10話 | 背信             | Down By Law             | 2018年2月27日  | 年月日       |
| 第52話 | 第11話 | 仮面             | Folie à Deux            | 2018年3月6日   | 年月日       |
| 第53話 | 第12話 | 対立             | Born This Way           | 2018年3月20日  | 年月日       |
| 第54話 | 第13話 | 計画             | Best Laid Plans         | 2018年3月27日  | 年月日       |
| 第55話 | 第14話 | 封鎖             | Lock It Down            | 2018年4月3日   | 年月日       |
| 第56話 | 第15話 | 本性             | Devil in Disguisen      | 2018年4月10日  | 年月日       |
| 第57話 | 第16話 | 真実             | An Inconvenient Truth   | 2018年4月17日  | 年月日       |
| 第58話 | 第17話 | 親子             | The Parent Trap         | 2018年4月24日  | 年月日       |
| 第59話 | 第18話 | 乱射             | This Is Now             | 2018年5月1日   | 年月日       |
| 第60話 | 第19話 | 疑惑             | Crisis Of Confidence    | 2018年5月8日   | 年月日       |
| 第61話 | 第20話 | 転機             | The Tipping Point       | 2018年5月15日  | 年月日       |

### シーズン4（2018-2019）
| 通算   | 話数   | タイトル（邦題） | 原題                    | 米国初放送日   | 日本初放送日 |
| ------ | ------ | ---------------- | ----------------------- | -------------- | ------------ |
| 第62話 | 第1話  | 伴侶             | Be My Better Half       | 2018年9月26日  | 年月日       |
| 第63話 | 第2話  | 覚悟             | When To Let Go          | 2018年10月3日  | 年月日       |
| 第64話 | 第3話  | 判断             | Heavy Is The Head       | 2018年10月10日 | 年月日       |
| 第65話 | 第4話  | 領域             | Backed Against The Wall | 2018年10月17日 | 年月日       |
| 第66話 | 第5話  | 秘密             | What You Don't Know     | 2018年10月24日 | 年月日       |
| 第67話 | 第6話  | 良心             | Lesser of Two Evils     | 2018年10月31日 | 年月日       |
| 第68話 | 第7話  | 毒物             | The Poison Inside Us    | 2018年11月7日  | 年月日       |
| 第69話 | 第8話  | 葛藤             | Play By My Rules        | 2018年11月14日 | 年月日       |
| 第70話 | 第9話  | 岐路             | Death Do Us Part        | 2018年12月5日  | 年月日       |
| 第71話 | 第10話 | 孤独             | All The Lonely People   | 2019年1月9日   | 年月日       |
| 第72話 | 第11話 | 暴走             | Who Can You Trust       | 2019年1月16日  | 年月日       |
| 第73話 | 第12話 | 対話             | The Things We Do        | 2019年1月23日  | 年月日       |
| 第74話 | 第13話 | 疑心             | Ghosts in the Attic     | 2019年2月6日   | 年月日       |
| 第75話 | 第14話 | 傷跡             | Can't Unring That Bell  | 2019年2月13日  | 年月日       |
| 第76話 | 第15話 | 差別             | We Hold These Truthsll  | 2019年2月20日  | 年月日       |
| 第77話 | 第16話 | 前進             | Old Flames, New Sparks  | 2019年2月27日  | 年月日       |
| 第78話 | 第17話 | 距離             | The Space Between Us    | 2019年3月27日  | 年月日       |
| 第79話 | 第18話 | 真相             | Tell Me the Truth       | 2019年4月3日   | 年月日       |
| 第80話 | 第19話 | 籠城             | Never Let You Go        | 2019年4月24日  | 年月日       |
| 第81話 | 第20話 | 疑念             | More Harm Than Good     | 2019年5月8日   | 年月日       |
| 第82話 | 第21話 | 勇気             | Forever Hold Your Peace | 2019年5月15日  | 年月日       |
| 第83話 | 第22話 | 愛情             | With a Brave Heart      | 2019年5月22日  | 年月日       |

### シーズン5（2019-2020）
| 通算    | 話数   | タイトル（邦題） | 原題                            | 米国初放送日   | 日本初放送日 |
| ------- | ------ | ---------------- | ------------------------------- | -------------- | ------------ |
| 第84話  | 第1話  | 変容             | Never Going Back to Normal      | 2019年9月25日  | 年月日       |
| 第85話  | 第2話  | 停電             | We're Lost in the Dark          | 2019年10月2日  | 年月日       |
| 第86話  | 第3話  | 理解             | In the Valley of the Shadows    | 2019年10月9日  | 年月日       |
| 第87話  | 第4話  | 病原 パート2     | Infection, Part II              | 2019年10月16日 | 年月日       |
| 第88話  | 第5話  | 友情             | Got a Friend in Me              | 2019年10月23日 | 年月日       |
| 第89話  | 第6話  | 干渉             | It's All in the Family          | 2019年10月30日 | 年月日       |
| 第90話  | 第7話  | 転換             | Who Knows What Tomorrow Brings  | 2019年11月6日  | 年月日       |
| 第91話  | 第8話  | 暴挙             | Too Close to the Sun            | 2019年11月13日 | 年月日       |
| 第92話  | 第9話  | 自由             | I Can’t Imagine the Future      | 2019年11月20日 | 年月日       |
| 第93話  | 第10話 | 克服             | Guess it Doesn't Matter Anymore | 2020年1月8日   | 年月日       |
| 第94話  | 第11話 | 取引             | The Ground Shifts Beneath Us    | 2020年1月15日  | 年月日       |
| 第95話  | 第12話 | 無謀             | Leave the Choice to Solomon     | 2020年1月22日  | 年月日       |
| 第96話  | 第13話 | 断腸             | Pain is For the Living          | 2020年2月5日   | 年月日       |
| 第97話  | 第14話 | 味方             | It May Not Be Forever           | 2020年2月12日  | 年月日       |
| 第98話  | 第15話 | 芝居             | I Will Do No Harm               | 2020年2月26日  | 年月日       |
| 第99話  | 第16話 | 免罪             | Who Should Be the Judge         | 2020年3月4日   | 年月日       |
| 第100話 | 第17話 | 更生             | The Ghosts of the Past          | 2020年3月18日  | 年月日       |
| 第101話 | 第18話 | 家族             | In the Name of Love             | 2020年3月25日  | 年月日       |
| 第102話 | 第19話 | 逃避             | Just a River in Egypt           | 2020年4月8日   | 年月日       |
| 第103話 | 第20話 | 対処             | A Needle in the Heart           | 2020年4月15日  | 年月日       |

### シーズン6（2020-2021）
| 通算    | 話数   | タイトル（邦題） | 原題                                     | 米国初放送日   | 日本初放送日 |
| ------- | ------ | ---------------- | ---------------------------------------- | -------------- | ------------ |
| 第104話 | 第1話  | 激変             | When Did We Begin to Change?             | 2020年11月11日 | 年月日       |
| 第105話 | 第2話  | 格差             | Those Things Hidden in Plain Sight       | 2020年11月18日 | 年月日       |
| 第106話 | 第3話  | 回帰             | Do You Know the Way Home?                | 2021年1月13日  | 年月日       |
| 第107話 | 第4話  | 受容             | In Search of Forgiveness, Not Permission | 2021年1月27日  | 年月日       |
| 第108話 | 第5話  | 慈悲             | When Your Heart Rules Your Head          | 2021年2月3日   | 年月日       |
| 第109話 | 第6話  | 本心             | Don't Want to Face This Now              | 2021年2月10日  | 年月日       |
| 第110話 | 第7話  | 自信             | Better Is the Enemy of Good              | 2021年2月17日  | 年月日       |
| 第111話 | 第8話  | 親心             | Fathers and Mothers, Daughters and Sons  | 2021年3月10日  | 年月日       |
| 第112話 | 第9話  | 境界             | For the Want of A Nail                   | 2021年3月17日  | 年月日       |
| 第113話 | 第10話 | 苦悩             | So Many Things We've Kept Buried         | 2021年3月31日  | 年月日       |
| 第114話 | 第11話 | 解放             | Letting Go Only to Come Together         | 2021年4月7日   | 年月日       |
| 第115話 | 第12話 | 欺瞞             | Some Things Are Worth the Risk           | 2021年4月21日  | 年月日       |
| 第116話 | 第13話 | 混沌             | What A Tangled Web We Weave              | 2021年5月5日   | 年月日       |
| 第117話 | 第14話 | 慮偽             | A Red Pill, a Blue Pill                  | 2021年5月12日  | 年月日       |
| 第118話 | 第15話 | 前兆             | Stories, Secrets, Half-Truths and Lies   | 2021年5月19日  | 年月日       |
| 第119話 | 第16話 | 救済             | I Will Come to Save You                  | 2021年5月26日  | 年月日       |

### シーズン7（2021-2022）
| 通算    | 話数   | タイトル（邦題） | 原題                                       | 米国初放送日   | 日本初放送日 |
| ------- | ------ | ---------------- | ------------------------------------------ | -------------- | ------------ |
| 第120話 | 第1話  | 復帰             | You Can't Always Trust What You See        | 2021年9月22日  | 年月日       |
| 第121話 | 第2話  | 譲歩             | To Lean In or To Let Go                    | 2021年9月29日  | 年月日       |
| 第122話 | 第3話  | 将来             | Be the Change You Want to See              | 2021年10月6日  | 年月日       |
| 第123話 | 第4話  | 誤診             | Status Quo（The Mess We're In）            | 2021年10月13日 | 年月日       |
| 第124話 | 第5話  | 視点             | Change Is a Tough Pill to Swallow          | 2021年10月20日 | 年月日       |
| 第125話 | 第6話  | 偏見             | When You're a Hammer Everything's a Nail   | 2021年10月27日 | 年月日       |
| 第126話 | 第7話  | 奮闘             | A Square Peg in a Round Hole               | 2021年11月3日  | 年月日       |
| 第127話 | 第8話  | 役目             | Just as a Snake Sheds Its Skin             | 2021年11月10日 | 年月日       |
| 第128話 | 第9話  | 聖夜             | Secret Santa Has a Gift for You            | 2021年12月8日  | 年月日       |
| 第129話 | 第10話 | 善行             | No Good Deed Goes Unpunished... in Chicago | 2022年1月5日   | 年月日       |
| 第130話 | 第11話 | 懸念             | The Things We Thought We Left Behind       | 2022年1月12日  | 年月日       |
| 第131話 | 第12話 | 惜別             | What You Don't Know Can't Hurt You         | 2022年1月19日  | 年月日       |
| 第132話 | 第13話 | 偽計             | Reality Leaves a Lot to the Imagination    | 2022年2月23日  | 年月日       |
| 第133話 | 第14話 | 認識             | All the Things That Could Have Been        | 2022年3月2日   | 年月日       |
| 第134話 | 第15話 | 本音             | Things Meant to Be Bent Not Broken         | 2022年3月9日   | 年月日       |
| 第135話 | 第16話 | 挑戦             | May Your Choices Reflect Hope, Not Fear    | 2022年3月16日  | 年月日       |
| 第136話 | 第17話 | 守護             | If You Love Someone, Set Them Free         | 2022年4月6日   | 年月日       |
| 第137話 | 第18話 | 再生             | Judge Not, For You Will Be Judged          | 2022年4月13日  | 年月日       |
| 第138話 | 第19話 | 露見             | Like a Phoenix Rising from the Ashes       | 2022年4月20日  | 年月日       |
| 第139話 | 第20話 | 善意             | End of the Day, Anything Can Happen        | 2022年5月11日  | 年月日       |
| 第140話 | 第21話 | 究明             | Lying Doesn't Protect You from the Truth   | 2022年5月18日  | 年月日       |
| 第141話 | 第22話 | 禍福             | And Now We Come to the End                 | 2022年5月25日  | 年月日       |

### シーズン8（2022）
| 通算    | 話数   | タイトル（邦題） | 原題                                                   | 米国初放送日   | 日本初放送日 |
| ------- | ------ | ---------------- | ------------------------------------------------------ | -------------- | ------------ |
| 第142話 | 第1話  |                  | How Do You Begin to Count the Losses                   | 2022年9月21日  | 年月日       |
| 第143話 | 第2話  |                  | （Caught Between） The Wrecking Ball and the Butterfly | 2022年9月28日  | 年月日       |
| 第144話 | 第3話  |                  | Winning the Battle, but Still Losing the War           | 2022年10月5日  | 年月日       |
| 第145話 | 第4話  |                  | The Apple Doesn't Fall Far from the Teacher            | 2022年10月12日 | 年月日       |
| 第146話 | 第5話  |                  | Yep, This is the World We Live In                      | 2022年10月19日 | 年月日       |
| 第147話 | 第6話  |                  | Mamma Said There Would Be Days Like This               | 2022年11月2日  | 年月日       |
| 第148話 | 第7話  |                  | The Clothes Make the Man... Or Do They                 | 2022年11月9日  | 年月日       |
| 第149話 | 第8話  |                  | Everyone's Fighting a Battle You Know Nothing About    | 2022年11月16日 | 年月日       |
| 第150話 | 第9話  |                  | This Could Be the Start of Something New               | 2022年12月7日  | 年月日       |
| 第151話 | 第10話 |                  | A Little Change Might Do You Some Good                 | 2023年1月4日   | 年月日       |
| 第152話 | 第11話 |                  | It Is What It Is, Until It Isn't                       | 2023年1月11日  | 年月日       |
| 第153話 | 第12話 |                  | We All Know What They Say About Assumptions            | 2023年1月18日  | 年月日       |
| 第154話 | 第13話 |                  | It's an Ill Wind that Blows Nobody Good                | 2023年2月15日  | 年月日       |
| 第155話 | 第14話 |                  | On Days Like Today... Silver Linings Become Lifelines  | 2023年2月22日  | 年月日       |
| 第156話 | 第15話 |                  | Those Times You Have to Cross the Line                 | 2023年3月1日   | 年月日       |
| 第157話 | 第16話 |                  | What You See Isn't Always What You Get                 | 2023年3月22日  | 年月日       |
| 第158話 | 第17話 |                  | Know When to Hold and When to Fold                     | 2023年3月29日  | 年月日       |
| 第159話 | 第18話 |                  | I Could See the Writing on the Wall                    | 2023年4月5日   | 年月日       |
| 第160話 | 第19話 |                  | Look Closely and You Might Hear the Truth              | 2023年5月3日   | 年月日       |
| 第161話 | 第20話 |                  | The Winds of Change Are Starting to Blow               | 2023年5月10日  | 年月日       |
| 第162話 | 第21話 |                  | Might Feel Like It's Time for a Change                 | 2023年5月17日  | 年月日       |
| 第163話 | 第22話 |                  | Does One Door Close and Another One Open?              | 2023年5月24日  | 年月日       |